# Fudbalski klub Spartak Subotica
Il Fudbalski Klub Spartak Zlatibor Voda (ser. Фудбалски клуб Спартак Златибор Вода), meglio noto come FK Spartak Zlatibor Voda è una società calcistica serba con sede nella città di Subotica. La squadra si è chiamata FK Spartak Subotica fino alla fine della stagione 2007-2008, quando si è fusa con il FK Zlatibor Voda.
Fondato nel 1945, nella prima edizione del campionato jugoslavo il club giunse sesto in classifica, risultato che non venne ripetuto la stagione seguente, che terminò con una retrocessione. Durante gli anni della Repubblica Socialista Federale di Jugoslavia, il club salì e ridiscese più volte dalla massima serie jugoslava, raggiungendo, come miglior risultato la finale della Coppa di Jugoslavia 1962, finale persa contro l'OFK Belgrado.
A livello internazionale, invece, risultato importante fu il raggiungimento della finale, persa anche in questo caso, contro l'Ascoli, della Coppa Mitropa 1987. Nei campionati di Serbia e Montenegro prima, e Serbia, poi, il club ha vissuto stagioni negative, venendo retrocesso in Srpska Liga Vojvodina, il terzo livello del campionato, al termine del 2007. Lo Stadio cittadino di Subotica, che ospita le partite interne, ha una capacità di 25.000 spettatori.
Il miglior risultato europeo degli ultimi anni risale alle qualificazioni alla fase a gironi della UEFA Europa League 2018-2019: i serbi si sbarazzano prima del Coleraine Football Club, agguantando un pareggio tra le mura amiche allo scadere, e in seguito eliminano l'Athletic Club Sparta Praha fotbal, una delle favorite per il raggiungimento dei gironi; i serbi si impongono in casa per 2-0, mentre i trasferta riescono a limitare i danni perdendo soltanto 2-1. Questo risultato permise alla compagine serba di approdare al terzo turno (il penultimo prima dei gironi), ma il Brondby IF li eliminò, battendoli in entrambi i match.

## Organico

### Rosa 2023-2024
Aggiornato al 5 novembre 2023
| N. |                               | Ruolo | Calciatore           |
| -- | ----------------------------- | ----- | -------------------- |
| 1  | Montenegro (bandiera)         | P     | Mišo Dubljanić       |
| 3  | Giappone (bandiera)           | D     | Noboru Shimura       |
| 4  | Serbia (bandiera)             | C     | Branimir Jočić       |
| 5  | Serbia (bandiera)             | D     | Mihajlo Ivančević    |
| 6  | Serbia (bandiera)             | D     | Nemanja Tekijaški    |
| 7  | Serbia (bandiera)             | C     | Nikola Srećković     |
| 8  | Macedonia del Nord (bandiera) | C     | Ivan Aleksovski      |
| 9  | Serbia (bandiera)             | A     | Stefan Šormaz        |
| 10 | Serbia (bandiera)             | D     | Stefan Milošević     |
| 11 | Montenegro (bandiera)         | C     | Nikša Vujanović      |
| 14 | Serbia (bandiera)             | C     | Vladan Vidaković     |
| 15 | Serbia (bandiera)             | D     | Nemanja Ćalasan      |
| 16 | Serbia (bandiera)             | C     | Jovan Lazić          |
| 17 | Montenegro (bandiera)         | A     | Stefan Denković      |
| 18 | Serbia (bandiera)             | C     | David Dunđerski      |
| 19 | Serbia (bandiera)             | C     | Damjan Gojkov        |
| 20 | Ucraina (bandiera)            | A     | Maksym Andrushchenko |

| N. |                                 | Ruolo | Calciatore          |
| -- | ------------------------------- | ----- | ------------------- |
| 21 | Serbia (bandiera)               | A     | Srđan Hristić       |
| 22 | Serbia (bandiera)               | A     | Nemanja Nikolić     |
| 23 | Serbia (bandiera)               | C     | Jovan Lukić         |
| 25 | Serbia (bandiera)               | P     | Ivan Dokić          |
| 27 | Macedonia del Nord (bandiera)   | A     | Daniel Zanovski     |
| 28 | Serbia (bandiera)               | A     | Mihajlo Baić        |
| 29 | Serbia (bandiera)               | C     | Lazar Tufegdžić     |
| 30 | Serbia (bandiera)               | D     | Aleksa Urošević     |
| 31 | Serbia (bandiera)               | C     | Milan Marčić        |
| 33 | Serbia (bandiera)               | D     | Aleksandar Vidović  |
| 39 | Serbia (bandiera)               | D     | Ognjen Mažić        |
| 48 | Serbia (bandiera)               | C     | Aleksa Đurasović    |
| 70 | Serbia (bandiera)               | C     | Stefan Tomović      |
| 77 | Serbia (bandiera)               | A     | Luka Bijelović      |
| 90 | Serbia (bandiera)               | A     | Strahinja Jovanović |
| 99 | Bosnia ed Erzegovina (bandiera) | P     | Filip Dujmović      |

## Giocatori famosi
- Flórián Urbán
- Milan Jovanić
- Andrija Kaluđerović
- Dejan Kekezović
- Ognjen Koroman
- Zoran Ljubinković
- Predrag Mijić
- Igor Popović
- Dejan Rončević
- Vojo Ubiparip
- Vladimir Veselinov
- Nemanja Vidić
- Nikola Žigić
- Miloš Cetina
- Zoran Dimitrijević
- Milorad Đukanović
- Miloš Glončak
- Lajoš Jakovetić
- Gojko Janjić

- Senad Karač
- Zoltan Kujundžić
- Zoran Kuntić
- Slobodan Kustudić
- Ranko Leškov
- Dušan Maravić
- Dragan Miranović
- Tihomir Ognjanov
- Bela Palfi
- Antal Puhalak
- Zvonko Rašić
- Antun Rudinski
- Živko Slijepčević
- Dimitrije Stefanović
- Miloš Stojiljković
- Jožef Takač
- Antal Tapiška
- Tomislav Taušan

## Allenatori recenti
- Tihomir Ognjanov
- Ljupko Petrović (7 gen 1987 – 1 lug 1988)
- Milutin Sredojević (1 lug 2000 – 30 giu 2001)
- Ranko Popović (1 lug 2008 – 30 giu 2009)
- Zoran Milinković (1 lug 2009 – 30 giu 2010)
- Dragan Miranović (1 lug 2010 – 14 nov 2010)
- Ilija Dobrić (interim) (14 nov 2010 – 17 dic 2010)
- Ljubomir Ristovski (17 dic 2010 – 3 giu 2011)
- Zoran Njeguš (7 giu 2011 – 3 feb 2012)
- Zoran Milinković (6 feb 2012 – 3 set 2012)
- Zoran Marić (4 set 2012 – 8 set 2012)
- Petar Kurćubić (10 set 2012 – 1 ott 2013)
- Dragan Kanatlarovski (1 ott 2013 – 2 giu 2014)

## Palmarès

### Competizioni nazionali
- 2. Savezna liga: 3

1971-1972 (girone nord), 1985-1986 (girone ovest), 1987-1988 (girone ovest)
- Srpska Liga: 1

2003-2004 (girone Voivodina)

### Competizioni regionali
- Srpska liga Vojvodina: 2

1974-1975, 1977-1978

### Altri piazzamenti
- Kup Maršala Tita:

Finalista: 1961-1962
Semifinalista: 1954, 1955
- 2. Savezna liga:

Secondo posto: 1958-1959 (girone est), 1979-1980 (girone ovest), 1981-1982 (girone ovest), 1983-1984 (girone ovest)
Terzo posto: 1948-1949, 1970-1971 (girone nord), 1984-1985 (girone ovest)
- Coppa di Serbia:

Finalista: 1993-1994
Semifinalista: 2013-2014, 2015-2016
- Prva Liga Srbija:

Promozione: 2008-2009
- Coppa Mitropa:

Semifinalista: 1986-1987

## Statistiche e record

### Statistiche nelle competizioni UEFA
Tabella aggiornata alla fine della stagione 2018-2019.
| Competizione                  | Partecipazioni | G  | V | N | P | RF | RS |
| ----------------------------- | -------------- | -- | - | - | - | -- | -- |
| Coppa UEFA/UEFA Europa League | 2              | 10 | 4 | 2 | 4 | 14 | 13 |